# انجمن کلیمیان تهران
انجمن کلیمیان تهران که با نام «حبرا» חברה به مفهوم «انجمن» نیز شناخته می‌شود، انجمنی از یهودیان تهران است که به امور مذهبی و اجتماعی یهودیان می‌پردازد. دارائی‌های عمومی جامعه کلیمیان تهران و بعضی شهرستانها مانند کنیسه، مدرسه، بیمارستان، کشتارگاه و غیره به نام انجمن کلیمیان تهران بوده‌است.

## پیشینه
انجمن کلیمیان تهران در سال ۱۲۷۰ هجری خورشیدی به وسیله گروهی از معتمدین جامعه یهودی تهران تشکیل شد. در آغاز نام آن را «حبرا»، به معنی انجمن، گذاشتند. بعدها با نام «انجمن مدرسه کلیمیان (بت سفر)» فعالیت می‌کرد و در سال ۱۳۱۷ با تغییر نام آن به «انجمن کلیمیان تهران» به صورت فعلی تأسیس شد. یک سال بعد با تنظیم اساسنامه و ثبت در وزارت کشور رسماً آغاز به کار کرد. نخستین اعضای هیئت مدیره انجمن این اشخاص بودند:
لقمان نهورای (رئیس)، عنایت‌الله منتخب (صندوق دار)، عبدالله گلشن، مرتضی معلم، ضیاء نهورای، عزیز القانیان، یهودا هارونیان، اسحق بروخیم، روح‌الله بن روحی، لاله‌زار صافانی، افندی فامیلی

## فعالیت‌ها
نگهداری و اداره ۲۵ کنیسا، بیمارستان کانون خیرخواه در کنار عودلاجان (محله قدیمی کلیمیان تهران)، سرای سالمندان کلیمی، قبرستان کلیمیان در جاده خراسان، کشتارگاه ذبح کاشر، محل پخت نان فطیر (مصا) برای ایام عید فطیر پسح در جاده تهران نو و تعدادی مدارس و نیز دستگیری از نیازمندان و مستمندان جامعه کلیمی و ایجاد زمینه برای فعالیت‌های هنری و ورزشی بین جوانان از جمله فعالیت‌هایی است که انجمن کلیمیان تهران به وسیله کمیته‌های جداگانه خود انجام می‌دهد.
همچنین انجمن کلیمیان تهران در ایجاد دارالشرع کلیمیان که وظیفه رسیدگی و صدور فتاوی شرعی در احوال شخصیه را دارا می‌باشد با ریاست دارالشرع همکاری می‌کند.